# أناند غاندي
أناند غاندي (بالإنجليزية: Anand Gandhi)‏ هو كاتب سيناريو ومنتج أفلام ومخرج هندي، ولد في 26 سبتمبر 1980 في مومباي في الهند.

## وصلات خارجية
- أناند غاندي على موقع IMDb (الإنجليزية)
- أناند غاندي على موقع ألو سيني (الفرنسية)
- أناند غاندي على موقع أول موفي (الإنجليزية)
- أناند غاندي على موقع قاعدة بيانات الفيلم (الإنجليزية)
- أناند غاندي على موقع كينوبويسك (الروسية)